# Молдова на зимових Олімпійських іграх 2010
Молдова на зимових Олімпійських іграх 2010 у Ванкувері була представлена 7 спортсменами у 4 видах спорту. Прапороносцем на церемонії відкриття Олімпіади став лижник Віктор Пинзару.
Молдова, як незалежна країна, уп'яте взяла участь у зимових Олімпійських іграх. Молдовські спортсмени не здобули жодних медалей.

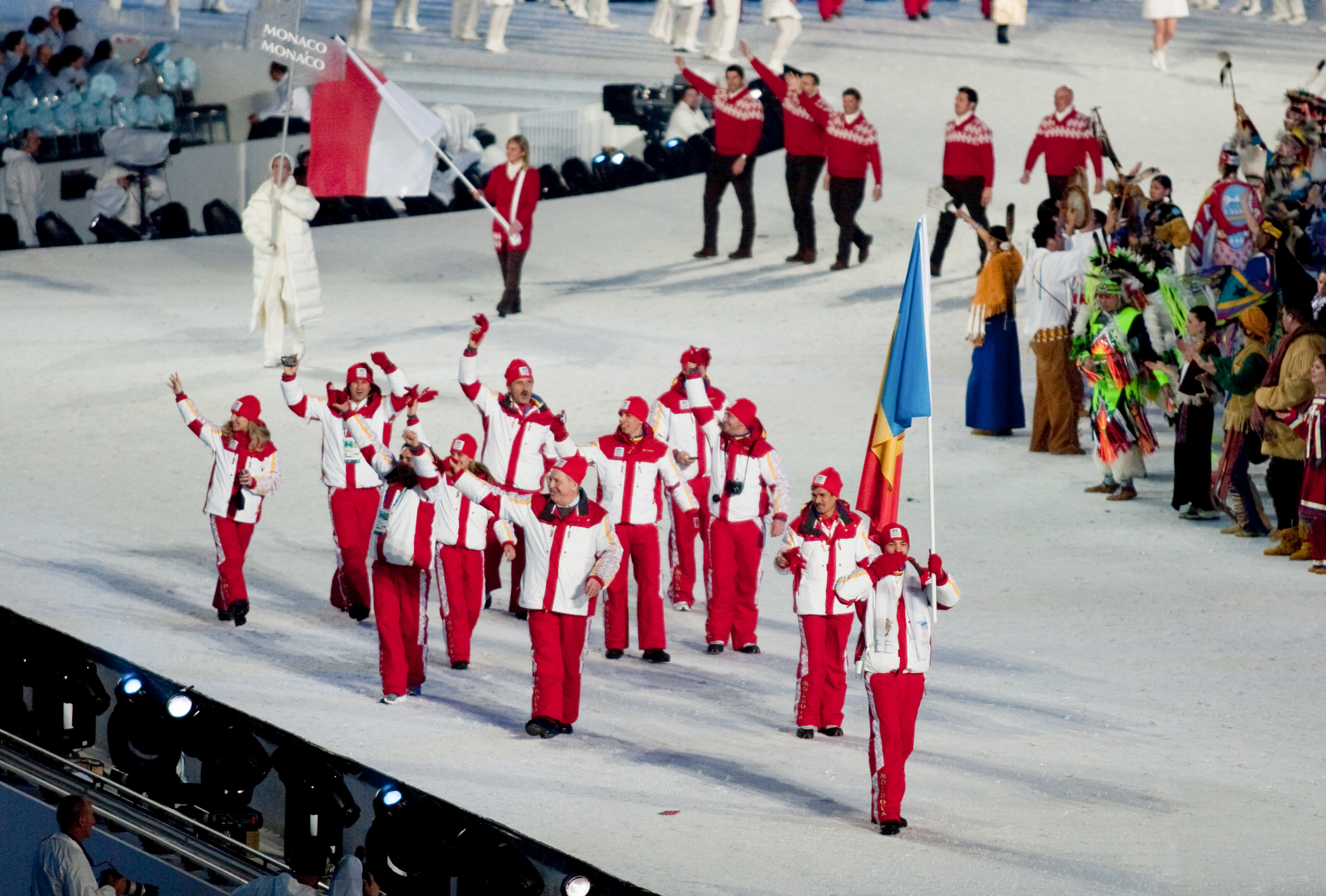
Збірна Молдови під час Параду націй на церемонії відкриття Олімпіади

## Спортсмени
| Вид спорту          | Чоловіки | Жінки | Всього |
| ------------------- | -------- | ----- | ------ |
| Біатлон             | 1        | 1     | 2      |
| Гірськолижний спорт | 2        | 0     | 2      |
| Лижні перегони      | 1        | 1     | 2      |
| Санний спорт        | 1        | 0     | 1      |
| Усього              | 5        | 2     | 7      |

## Біатлон
| Спортсмени         | Змагання                         | Час     | Промахи | Місце |
| ------------------ | -------------------------------- | ------- | ------- | ----- |
| Віктор Пинзару     | спринт, чоловіки                 | 27:52.6 | 1+0     | 70    |
| Віктор Пинзару     | індивідуальні перегони, чоловіки | 58:42.6 | 0+1+0+2 | 85    |
| Наталія Левченкова | спринт, жінки                    | 22:18.2 | 1+1     | 53    |
| Наталія Левченкова | гонка переслідування, жінки      | 37:38.5 | 1+0+0+3 | 56    |
| Наталія Левченкова | індивідуальні перегони, жінки    | 44:34.9 | 0+1+1+0 | 37    |

## Гірськолижний спорт
| Спортсменн  | Дисципліна             | Спуск 1      | Спуск 1      | Спуск 2      | Спуск 2      |
| Спортсменн  | Дисципліна             | Час          | Місце        | Час          | Місце        |
| ----------- | ---------------------- | ------------ | ------------ | ------------ | ------------ |
| Крістоф Ру  | супергігант (чоловіки) | 1:22.70      | 1:24.42      | 2:47.12      | 44           |
| Крістоф Ру  | слалом (чоловіки)      | 51.90        | 53.85        | 1:45.75      | 28           |
| Урс Імбоден | слалом (чоловіки)      | не фінішував | не фінішував | не фінішував | не фінішував |

## Лижні перегони
Дистанція
| Спортсмен           | Дисципліна                      | Фінал   | Фінал       | Фінал |
| Спортсмен           | Дисципліна                      | Час     | Відставання | Місце |
| ------------------- | ------------------------------- | ------- | ----------- | ----- |
| Серджиу Балан       | 15 км вільним стилем (чоловіки) | 42:12.1 | +8:35.8     | 86    |
| Каменщик Олександра | 10 км вільним стилем (жінки)    | 31:01.0 | +6:02.6     | 71    |

## Санний спорт
| Спортсмен      | Дисципліна                | Спуск 1 | Спуск 1 | Спуск 2 | Спуск 2 | Спуск 3 | Спуск 3 | Спуск 4 | Спуск 4 | Разом    | Разом |
| Спортсмен      | Дисципліна                | Час     | Місце   | Час     | Місце   | Час     | Місце   | Час     | Місце   | Час      | Місце |
| -------------- | ------------------------- | ------- | ------- | ------- | ------- | ------- | ------- | ------- | ------- | -------- | ----- |
| Богдан Маковей | одномісні сани (чоловіки) | 50.325  |         | 50.175  |         | 50.423  |         | 50.331  |         | 3:21.354 | 33    |